# みんなのおしゃべりチャット
『みんなのおしゃべりチャット』は、ユーピーアールより2013年7月24日に配信されたニンテンドー3DS用ソフト、およびNAパブリッシングより2021年3月25日に配信されたNintendo Switch用ソフト。他のユーザーとチャットやボイスチャットを行うことができる。
ニンテンドー3DS版は2019年11月30日に配信を終了し、2020年3月にサービスを終了した。なお、同じ会社が運営しているシュシュトークについては、現在はサービス終了の予定はない。
Nintendo Switch版は、ダウンロード後の30日間は試用期間として全機能を無料で利用でき、終了後は30日または90日の利用券を購入すると利用を継続できる。スマートフォンに対応アプリをダウンロードすることでNintendo Switchとスマートフォンの間でチャットが可能となる。